# آب‌انبار حاجی محمداسماعیل
آب‌انبار حاجی محمداسماعیل مربوط به دوره صفوی است و در خنج، خیابان رودخانه میر شریف، جنب آب‌انبار کله واقع شده و این اثر در تاریخ ۱۹ مرداد ۱۳۸۴ با شمارهٔ ثبت ۱۲۷۵۷ به‌عنوان یکی از آثار ملی ایران به ثبت رسیده است.